# K・WEST ENTAME GENERATION
K・WEST ENTAME GENERATION（ケイ・ウェスト エンタメ ジェネレーション）は、千葉県のラジオ局・bayfmで2010年10月4日から2014年3月31日まで毎週月曜日から木曜日の夜に放送されていたラジオ番組。

## 番組綱要
2008年10月1日より放送されていた、MUSIC GENERATION FROM K・WESTを2010年9月30日に終了し、2010年10月4日から、タイトルとメンバー、番組内容を一新して、リニューアルスタートした。男性陣は日替わりだが、女性陣は月曜と火曜が山口、水曜と木曜が福田が2日連続でDJを務めた。主にゲストエンターテイナーを読んでトークする形式。2014年3月31日の最終回は全曜日のDJ全員が登場した。同年4月よりK・WESTは使われていない。

## 放送時間
- 毎週月曜日 - 木曜日 19:00 - 19:49

## 放送場所
- スタジオK・WEST（首都圏新都市鉄道つくばエクスプレス・東武野田線（東武アーバンパークライン）「流山おおたかの森駅」下車 流山おおたかの森ショッピングセンター3F）

元日は流山おおたかの森ショッピングセンターがTOHOシネマズを除いて休業となるため、元日に限り本社（スタジオマリブ）からの放送となる。

## 余談
- 2013年12月5日は前番組BAY LINE GO!GO!の木曜DJ・西田あいが前日発売された曲「月見草」のPRのために当番組のエンディングにゲスト出演した。なお、前番組でもK・WESTが使われて、エンディングでレギュラー陣と直接クロストークした。

## DJ

### 2013年4月1日 - 2014年3月31日

#### 月曜日
- 仁田宏和（2013年4月より）
- 山口美沙

#### 火曜日
- 上々軍団（2010年10月より）
- 山口美沙

#### 水曜日
- JIGOROH（2012年7月より）
- 福田麻衣

#### 木曜日
- タイムマシーン3号（2010年10月より）
- 福田麻衣

### 過去
- 片岡信和（ - 2013年3月、月曜日）
- 氏家拓朗（ - 2012年6月、水曜日）